# Эдин, Евгений Анатольевич
Эдин Евгений Анатольевич (род. 1981) — российский прозаик.

## Биография
Родился 8 октября 1981 года в городе Ачинске Красноярского края. Окончил Ачинский филиал Красноярской государственной академии цветных металлов и золота.
Прозаик. Публиковался в журналах «Новый мир», «Знамя», «День и ночь», «Октябрь», «Полдень XXI век» и др.
Лауреат премии им. В. П. Астафьева в номинации «Проза» (2009), полуфиналист премии «Дебют» (2012, 2014), полуфиналист премии им. Юрия Казакова (2009), полуфиналист премии «Национальный бестселлер» (2018), лауреат премии им. И. А. Гончарова (2020).
Автор книг «Танк из веника» (издательство «Фонд СЭИП»), «Дом, в котором могут жить лошади» (издательство «Эксмо»), «Нам нравится ваша музыка» (издательство «Палитра»). Живёт в Красноярске.

## Современники об Евгении Эдине
Эдуард Русаков: «Проза Эдина подкупает свежей интонацией, легкой иронией, тонким психологизмом. Она чем-то напоминает так называемую молодёжную или исповедальную прозу писателей-шестидесятников (того же Аксенова или Гладилина), но куда более жесткая, психологически трезвая, лишенная романтических и сентиментальных иллюзий».
Юлия Подлубнова: «…проза Эдина практически лишена эффектных метафор, однако найденные жанровые обозначения-метафоры свидетельствуют об определённом аспекте художественного видения автора, придающего некоей предзаданной плоскости ожидаемую от литературного произведения объемность».
Елена В. Васильева (литературный обозреватель): «Герои Эдина думают о том, как все надоело, как было бы неплохо куда-то уехать, но страшно делать резкие движения и что-то менять. И в этой внешней серости, но внутренней честности кроется парадокс. Отчетливая безысходность прозы Эдина не топит читателя в пучине тоски, а озаряет его светом; кажется, только потянешься перевернуть страницу — и вот они, лучи».